# Lenz Koppelstätter
Lenz Koppelstätter (* 1982 in Bozen) ist ein deutschsprachiger Südtiroler Journalist und Krimischriftsteller. Seit 2015 veröffentlicht er die Krimiserie um den Südtiroler Commissario Grauner.

## Biografie
Geboren und aufgewachsen ist Lenz Koppelstätter in Südtirol in Bozen bzw. in Tramin. Mit 13 Jahren war er Italienmeister im Crosslauf. Später studierte er Politik in Bologna und ging nach Berlin, um Sozialwissenschaften zu studieren. Er machte seinen Abschluss an der Deutschen Journalistenschule und arbeitete danach von 2009 bis 2013 als freier Journalist und Autor, unter anderem für Zeitungen und Zeitschriften wie die FAZ, Die Zeit, den Tagesspiegel und Geo, sowie als Medienentwickler. Nach über 13 Jahren in Deutschland kehrte er wieder nach Südtirol zurück.
2015 veröffentlichte er seinen ersten Kriminalroman Der Tote am Gletscher. Er spielt in den Ötztaler Alpen und befasst sich auch mit dem Fund der Gletschermumie Ötzi. Dieser und seine folgenden Krimis sind typische Regionalkrimis. Ermittler sind Commissario Grauner, der daneben auch noch Viehbauer ist, und der Ispettore Saltapepe, der aus Süditalien in die Alpen versetzt wurde. Typisches Motiv von Koppelstätters Romanen sind die Dorfgemeinschaften in den Talregionen. Der dritte Roman Nachts am Brenner spielt unter anderem am Brennerpass und in Bozen.
Im Jahr 2024 veröffentlichte Lenz Koppelstätter den ersten Band der Krimi-Reihe um die junge Journalistin Gianna Pitti. Der erste Fall führt die junge Lokalreporterin zum Yachthafen in Riva am Gardasee.

## Werke
Kriminalromane mit Commissario Grauner (Südtirol-Krimis)
- Der Tote am Gletscher. KiWi Taschenbuch, Köln 2015, ISBN 978-3-462-04728-8.
- Die Stille der Lärchen. KiWi Taschenbuch, Köln 2016, ISBN 978-3-462-04734-9.
- Nachts am Brenner. KiWi Taschenbuch, Köln 2017, ISBN 978-3-462-05008-0.
- Das Tal im Nebel. KiWi Taschenbuch, Köln 2018, ISBN 978-3-462-05191-9.
- Das Leuchten über dem Gipfel. KiWi Taschenbuch, Köln 2020, ISBN 978-3-462-05303-6.
- Das dunkle Dorf. KiWi Taschenbuch, Köln 2020, ISBN 978-3-462-05304-3.
- Bei den Tannen. KiWi Taschenbuch, Köln 2022, ISBN 978-3-462-00152-5.
- In tiefen Seen. KiWi Taschenbuch, Köln 2023, ISBN 978-3-462-00153-2.
- Das Flüstern im Eis. KiWi Taschenbuch, Köln 2024, ISBN 978-3-462-00475-5.
- Ein Schimmern am Berg. KiWi Taschenbuch, Köln 2025, ISBN 978-3-462-00477-9.

Kriminalromane mit Lokalreporterin Gianna Pitti (Gardasee-Krimis)
- Was der See birgt. KiWi Taschenbuch, Köln 2024, ISBN 978-3-462-00650-6.
- Was am Ufer lauert. KiWi Taschenbuch, Köln 2025, ISBN 978-3-462-00767-1.

Weitere Romane
- Almas Sommer. Kindler, Hamburg 2022, ISBN 978-3-463-00021-3.
- Aylas Lachen. Kindler, Hamburg 2025, ISBN 978-3-463-00066-4.

Sachbuch
- Mit Hubert Messner. Der schmale Grat: als Arzt und Abenteurer zwischen Leben und Tod. Ludwig, 2020, ISBN 978-3-453-28123-3